# Colonia Juárez, Guerrero
Colonia Juárez är en ort i Mexiko.   Den ligger i kommunen Tlapehuala och delstaten Guerrero, i den södra delen av landet, 190 km sydväst om huvudstaden Mexico City. Colonia Juárez ligger 350 meter över havet och antalet invånare är 546.
Terrängen runt Colonia Juárez är varierad. Runt Colonia Juárez är det ganska tätbefolkat, med 67 invånare per kvadratkilometer. Närmaste större samhälle är Tlapehuala, 9,2 km sydväst om Colonia Juárez. I omgivningarna runt Colonia Juárez växer huvudsakligen savannskog.